# Nova Laranjeiras
Nova Laranjeiras è un comune del Brasile nello Stato del Paraná, parte della mesoregione del Centro-Sul Paranaense e della microregione di Guarapuava.